# Giuseppe Moschioni
Giuseppe Moschioni (Cividale del Friuli, 3 giugno 1936) è un ex calciatore italiano, di ruolo portiere.

## Carriera
Inizia a giocare nel Seregno in Quarta Serie dove viene notato dagli osservatori del Brescia. Nel 1959, prima di approdare tra le file biancazzurre, partecipa con la Nazionale italiana ai Giochi del Mediterraneo, disputati in Libano, vincendo la medaglia d'oro in una squadra nella quale militavano anche Bruno Mazzia e Ambrogio Pelagalli.
Con le rondinelle militerà per quattro stagioni alternandosi tra i pali con il titolare Brotto al quale verrà per un periodo preferito. Nel 1963, con l'arrivo in panchina di Renato Gei, Moschioni passa al Calcio Foggia. Con i satanelli si impone immediatamente nella stagione 1963-1964, entrata di diritto nella storia della squadra pugliese, in cui il Foggia di Mimì Rosa Rosa e Oronzo Pugliese riuscì a conquistare, per la prima volta, la Serie A. In quella stagione il Foggia per ventiquattro partite (dal 3 novembre 1963 al 3 maggio 1964) rimase imbattuto ed il portiere friulano subì 27 reti nelle 38 partite disputate. La stagione successiva arriva l'esordio in Serie A, il 13 settembre 1964 a Firenze in Fiorentina-Foggia (3-1). I rossoneri, a partire dalla stagione 1964-1965, riuscirono a disputare 3 campionati consecutivi nella massima serie, sempre con Moschioni titolare. Nella seconda stagione nella massima serie diventa suo malgrado protagonista di uno storico evento: il 5 settembre 1965, allo stadio Comunale di Torino in Juventus-Foggia, gara inaugurale del campionato di Serie A, per la prima volta nella storia del pallone italiano viene impiegato il portiere di riserva. Avviene al 16' del secondo tempo, quando Moschioni deve uscire dal campo dopo uno scontro con il bianconero Traspedini, venendo sostituito dal dodicesimo Gastone Ballarini. Sempre in questa stagione il Foggia centrerà, il 31 gennaio 1965, una storica vittoria per 3-2 contro l'Inter di Helenio Herrera che poi vincerà il campionato.
Nel 1970, dopo alcune presenze con la maglia della Pro Patria, conclude la carriera a Como in una stagione nella quale i Lariani, che avevano alternato tra i pali tre portieri, si salvano dalla retrocessione all'ultima giornata pareggiando 0-0 con il Perugia.

## Palmarès

### Club

#### Competizioni regionali
- Promozione: 1

Seregno: 1955-1956

#### Competizioni nazionali
- Campionato Interregionale - Seconda Categoria: 1

Seregno: 1957-1958